# Verne Gagne
Laverne Clarence Verne Gagne (26 de febrero de 1926 - 27 de abril de 2015) fue un luchador profesional estadounidense, jugador de fútbol americano, entrenador de luchadores y promotor de lucha libre profesional. Es el padre de Greg Gagne y el fundador y promotor de la American Wrestling Association con sede en Minneapolis, Minnesota, la cual fuera la empresa promotora predominante en el Medio Oeste de Estados Unidos y Manitoba, Canadá durante muchos años. Se mantuvo en esa posición hasta 1991 cuando la empresa quebró. 
Entre sus logros destacan diez reinados como Campeón Mundial Peso Pesado de la AWA, siendo el segundo luchador con el reinado más largo como Campeón Mundial, después de Bruno Sammartino, en la historia de la lucha libre profesional. Además, pertenece al WWE Hall of Fame y al WCW Hall of Fame. También es miembro del Professional Wrestling Hall of Fame y del Wrestling Observer Newsletter Hall of Fame.

## Vida personal
Verne Gagne creció en una granja en Corcoran, Minnesota. Dejó su hogar a la edad de 14 después de que su madre murió. Verne fue a Robbinsdale High School y sobresalió en el fútbol, béisbol y en lucha libre ganando campeonatos a nivel de distrito, regionales y estatales. En 1943 Gagne fue reclutado para participar en el equipo de fútbol de la Universidad de Minnesota. Después de un año de la universidad se alistó en el cuerpo de marines de los Estados Unidos. Gagne optó por regresar a la universidad de Minnesota donde como luchador amateur consiguió dos títulos de la NCAA. Fue también un suplente del equipo de lucha libre de los Estados Unidos en los Juegos Olímpicos de Londres 1948.
Gagne fue diagnosticado con la enfermedad de Alzheimer (o, posiblemente, encefalopatía traumática crónica causada por una vida de lesiones en la cabeza). Recibe atención médica de los establecimientos de salud de Bloomington, Minnesota.

### Implicación en una muerte en el asilo
El 26 de enero de 2009, Gagne tuvo un altercado con Helmut Gutmann, de 97 años residente del hogar, que se cayó y se rompió la cadera. Gutmann era un violinista que huyó de la Alemania nazi en 1939. Gagne tomó al frágil y diminuto hombre y lo arrojó violentamente al suelo y haciendo una llave luchistica, le rompió la cadera. La policía de Bloomington, Minnesota no estuvo presente en el altercado, pero el jefe de policía Jeff Pots dijo: "El ataque se produjo rápidamente mientras los hombres estaban en una mesa. Gagne levantó a Gutmann y lo arrojó al suelo para luego aplicarle el boston crab, rompiéndole la cadera."
Ninguno de los dos tenía recuerdo del asunto. Gutmann fue ingresado al hospital y murió el 14 de febrero por complicaciones de la lesión. El 25 de febrero de 2009 la muerte del hombre fue oficialmente declarada como homicidio. El 12 de marzo de 2009, la oficina fiscal del condado de Hennepin anunció que Gagne era el culpable de la muerte pero no fue condenado debido a la demencia que éste sufría.

## Carrera como jugador de fútbol americano
Gagne se unió a la National Football League (NFL) cuando fue seleccionado en la 16.ª ronda como la selección global # 145 del draft de la NFL en 1947 por los Chicago Bears.

## Carrera como luchador profesional

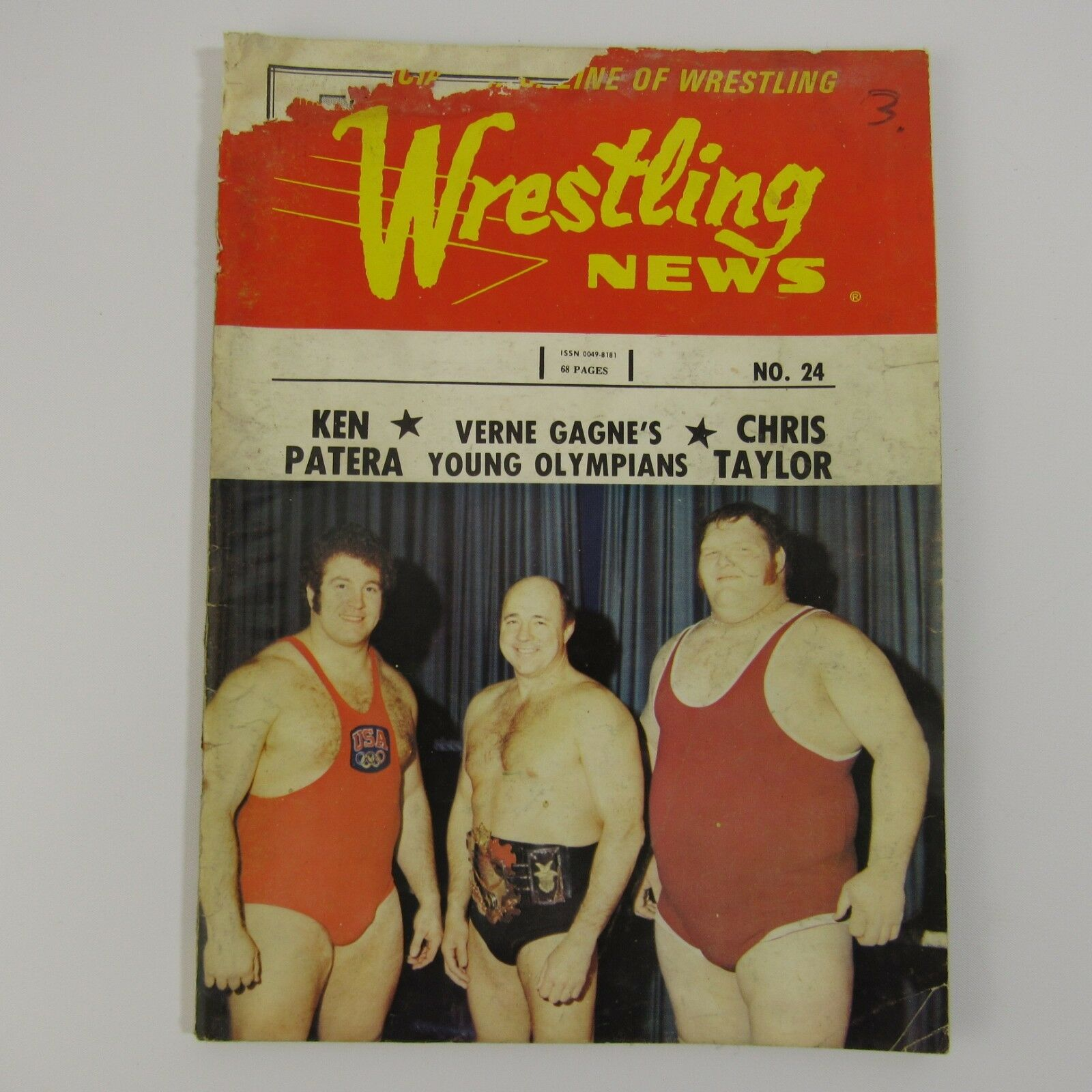
Ken Patera, Verne Gagne y Chris Taylor en 1974 en la portada de Wrestling News

### National Wrestling Alliance (1949-1958)
En 1949, Gagne decidió luchar profesionalmente, comenzando su carrera en Texas. En su debut, derrotó a Kashey Abe, con el excampeón del mundo de los pesados de boxeo Jack Dempsey como árbitro. En 1950, consiguió el Campeonato Junior Peso Pesado de la NWA. En 1953, consiguió la versión de Chicago del Campeonato de los Estados Unidos. Gagne se convirtió en una de las estrellas más conocidas de las lucha libre durante la época dorada de la televisión, gracias a sus apariciones en Dumont Network, donde cautivó a los espectadores con su destreza técnica. Se rumoreaba que Gagne era uno de los luchadores mejor pagado durante la década de 1950, ganando hasta cien mil dólares al año.
Gagne y sus partidarios decidieron que ya era el momento para que ganara el Campeonato Mundial Peso Pesado de la NWA pero solo fue reconocido campeón por algunos territorios de la NWA debido a una serie de acontecimientos que ocurrieron en la década de 1950. El 14 de junio de 1957, Edouard Carpentier se enfrentó al Campeón Mundial de la NWA Lou Thesz por el título. El ganador fue Carpentier y el árbitro lo nombró como nuevo campeón. A los pocos días, la junta directiva de la NWA le regresó el cinturón a Thesz. Este hecho provocó el enojo de la mayoría de los promotores de los territorios de la NWA (incluyendo Omaha, Nebraska) los cuales siguieron reconociendo a Carpentier como campeón. Carpentier perdió el campeonato ante Gagne en Omaha, Nebraska en agosto de 1958, convirtiéndose en el campeón mundial no reconocido de la NWA

### American Wrestling Association (1960-1991)
En 1960, Gagne fundó su propia promoción, la American Wrestling Association, donde inmediatamente se convirtió en la estrella. En ese año Pat O’Connor era el Campeón Mundial de la NWA y Gagne le entregó el Campeonato Mundial de la AWA. O’Connor tenía que defender el título ante Gagne en un periodo de 90 días pero nunca hubo encuentro y Gagne lo despojó del campeonato y se autoproclamó campeón. Gagne fue el luchador con más reinados como campeón mundial dentro de la empresa (en total 10 reinados). También tuvo el segundo reinado más extenso como campeón mundial en la historia de la lucha libre, reteniendo el título desde el 31 de agosto de 1968 hasta el 8 de noviembre de 1975, en total 7 años y tres meses, hasta que lo perdió ante Nick Bockwinkel. Además de ser propietario de la empresa, también entrenaba luchadores en su granja en Chanhassen.
Algunos de sus feudos más importantes fueron contra Gene Kiniski, Dr. Bill Miller (bajo una máscara era Dr. X y Mr. M), Fritz Von erich, Dr. X (Dick Beyer), Ray Stevens, Mad Dog Vachon, Larry “The Ax” Henning y Nick Bockwinkel. Gagne siempre fue un luchador Face y utilizaba una Sleeper Hold como finisher.
Como promotor de la AWA, Gagne fue reconocido por tener todas las peleas de su show estilo “old school”. Buscó luchadores con antecedentes en la lucha amateur. Esto le trajo problemas con una de sus mayores atracciones, Hulk Hogan, que Gagne sentía que no tenía material para ser campeón, debido a que Hogan era un luchador powerhouse y no un luchador técnico. Finalmente, como se revela en el DVD The Spectacular Legacy of the AWA, podría haberse coronado campeón si este le daba la mitad de las ganancias que recibiría en mercancía y en actuaciones en eventos japoneses a Gagne, pero Hogan se negó. A finales de 1983, Hogan aceptó la oferta de Vincent K. McMahon para ir a la WWF. 
Luego surgió una revelación de luchadores de distintos territorios y promociones, incluyendo a la AWA debido a que McMahon quería eliminar el sistema territorial tradicional que dominaba la lucha libre profesional en América del norte, estableciendo su empresa como una entidad nacional. La American Wrestling Association sufrió quizás la mayor parte del daño perdiendo a sus mayores superestrellas casi a finales de la década de 1980. En 1991, el daño ya era irreparable y al AWA cerró después de 30 años.

### Salón de la Fama
En el año 2006 fue inducido al salón de la fama de la World Wrestling Entertainment por su hijo Greg Gagne.

## En lucha
- Movimientos finales
  - Sleeper Hold
- Movimientos de firma
  - Flying Dropkick

## Campeonatos y logros

### Lucha libre amateur
- Amateur Athletic Union
  - Northwestern AAU Championship (1942)
  - National AAU Championship (1948, 1949)
- Big Ten Conference
  - Big Ten Conference Championship (1944, 1947, 1948)
- Minnesota State High School League
  - Minnesota State Championship (1943)
- National Collegiate Athletic Association
  - NCAA Championship (1948, 1949)
- Juegos Olímpicos de Londres 1948
  - miembro del equipo olímpico de Estados Unidos

### Lucha libre profesional
- International Pro Wrestling
  - IWA World Heavyweight Championship (1 vez)
- NWA Chicago
  - NWA United States Heavyweight Championship (Chicago version) (2 veces)
  - NWA World Tag Team Championship (Chicago version) (1 vez) con Edouard Carpentier
- NWA Minneapolis Wrestling and Boxing Club / American Wrestling Association
  - AWA World Heavyweight Championship (10 veces)
  - AWA World Tag Team Championship (5 veces) - con Moose Evans (1), The Crusher (1), Don Leo Jonathan (1), Billy Robinson (1) y Mad Dog Vachon (1)
  - NWA World Tag Team Championship (Minneapolis version) (4 veces) – con Bronko Nagurski (1), Leo Nomellini (2), y Butch Levy (1)
  - World Heavyweight Championship (Omaha version) (1 vez)
- NWA Tri-State
  - NWA World Junior Heavyweight Championship (1 vez)
- Omaha, Nebraska
  - World Heavyweight Championship (Omaha version) (4 veces)
- Professional Wrestling Hall of Fame
  - Clase de 2004
- Southwest Sports, Inc.
  - NWA Texas Heavyweight Championship (2 veces)
  - NWA World Tag Team Championship (Texas version) (1 vez) - con Wilbur Snyder
- World Championship Wrestling
  - WCW Hall of Fame (1993)
- World Wrestling Entertainment
  - WWE Hall of Fame (2006)
- Pro Wrestling Illustrated
  - PWI Premio Stanley Wetson - 1986
  - Situado en el Nº158  dentro de los 500 mejores luchadores de la historia - PWI Years, 2003
- Wrestling Observer Newsletter
  - Wrestling Observer Newsletter Hall of Fame (1996)